# Попович Брдо
45°28′ пн. ш. 15°38′ сх. д. / 45.46° пн. ш. 15.64° сх. д.
Попович Брдо (хорв. Popović Brdo) — населений пункт у Хорватії, у Карловацькій жупанії у складі міста Карловаць.

## Населення
Населення за даними перепису 2011 року становило 224 осіб.
Динаміка чисельності населення поселення: